# Rasputica
Rasputica (rus. распу́тица, fin.  rospuutto), tudi "morje blata", je pojav v državah Vzhodne Evrope, ko postanejo neasfaltirane ceste zaradi velikih količin blata težko prevozne. Rasputica se zgodi dvakrat na leto: spomladna (sredina marca-konec aprila) se pojavi zaradi taljenja snega in jesenska (sredina oktobra-konec novembra) pa zaradi velike količine dežja. 